# Takamisakari Seiken
Takamisakari Seiken (jap. 高見盛 精彦; * 12. Mai 1976 in Itayanagi, Landkreis Kitatsugaru, Präfektur Aomori, als Seiken Katō) ist ein ehemaliger japanischer Sumōringer.
Takamisakari gehörte dem Ringerstall Azumazeki des ehemaligen Sekiwake Takamiyama an, zu dem auch der ehemalige Yokozuna Akebono gehörte.

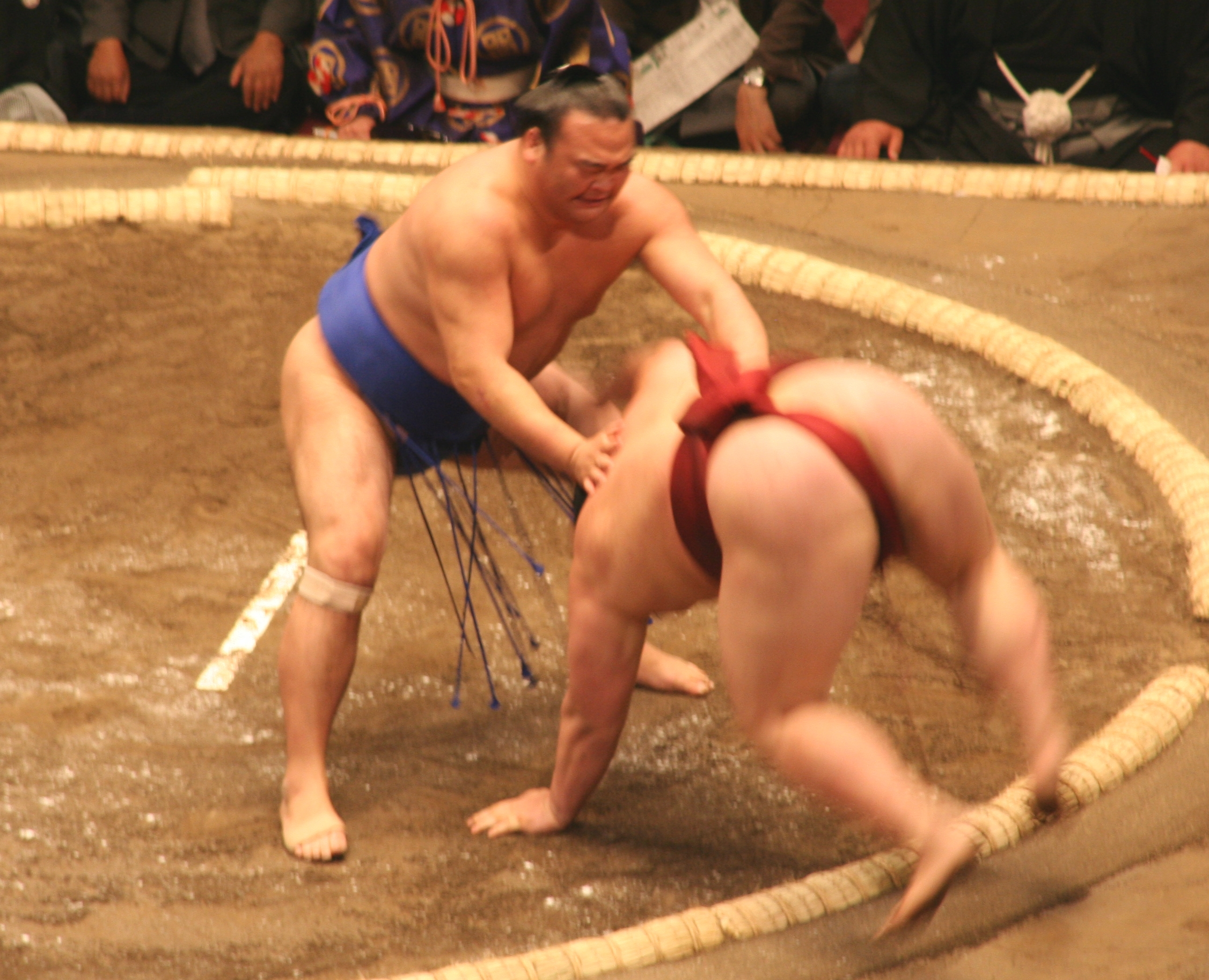
Takamisakari Seiken

Er gab sein Debüt beim Frühjahrsturnier (Haru Basho) 1999 als sogenannter Makushita-Tsukedashi. Er stieg schnell die Ränge auf und gab bereits im darauffolgenden Jahr beim Turnier in Nagoya sein Debüt in der Makuuchi-Division, in dem er ein gutes 10–5 Ergebnis erzielte und den Sonderpreis für Kampfgeist erhielt. Doch bereits im September zog er sich eine schwere Knieverletzung zu, die eine mehrmonatige Verletzungspause nach sich zog. Er musste deshalb wieder bis in die Makushita-Division absteigen. Im März 2002 stieg er wieder in die Makuuchi-Division auf und erreichte ein halbes Jahr später den Rang des Komusubi, seinen höchsten Rang, den er aber nur noch ein einziges Mal (November 2003) wiedererlangen sollte. Danach bewegte sich Takamisakari meist im Mittelfeld der Maegashiraränge, bevor er im September 2011 in die Jūryō-Division abstieg. Im Januar 2013 beendete er seine Karriere.
Obwohl nur mäßig erfolgreich, gehörte Takamisakari zu den besonders populären Sumokämpfern (Rikishi). Das lag unter anderem an seinen spektakulären, roboterhaften Bewegungen während des Aufwärmens am Ring. Außerdem zeichnete er sich durch einen großen Kampfeswillen aus, auch dann, wenn er Verletzungsprobleme hatte. Bei Begegnungen mit ihm wurden deshalb besonders viele Extra-Sponsorengelder (so genannte Kensho-kin) ausgesetzt.
Sein Kampfstil war relativ einfach. Bei einem Großteil seiner Kämpfe setzte er sich mit Yorikiri durch.